# Palm OS
Palm OS è stato sistema operativo per computer palmari e smartphone sviluppato da Palm Inc, azienda statunitense che ha chiuso i battenti nel 2011.
L'ultima versione impiegata dai produttori di hardware che supportavano il sistema operativo era la Palm OS 5 (Garnet), che supportava microprocessori a 32 Bit ARM della Motorola, Intel e Texas Instruments.
A differenza delle versioni precedenti, Palm OS 5 era multi thread, con il supporto nativo per il Wi-Fi, un sistema di crittografia a 128 Bit ed un supporto per schermi ad alta risoluzione (fino a 320 x 480 pixel). Inoltre aveva un miglior supporto multimediale per video e audio.
Si sono susseguite diverse versioni, l'ultima era la 5.4.9 impiegata dal Palm Treo 680 e dal Palm Centro, che migliorava il supporto per dispositivi Bluetooth con protocollo 1.2. Palm OS Garnet supportava, seppur in maniera limitata, il multitasking. I palmari e gli smartphones Palm OS potevano riprodurre un video, un file MP3 od eseguire alcune altre funzioni in contemporanea ad altri processi.

## Palm OS 6 (Cobalt)
La versione del Palm OS 6, nome in codice "Cobalt", è uscita nel 2006, ma mai impiegata da produttori di hardware ed infine abbandonata in favore di Palm OS su Linux.

## Palm OS su Linux (ALP)
La Palm Inc. è stata acquistata alla fine del 2005 dalla giapponese ACCESS Systems, che aveva riconvertito il progetto Palm OS in un layer di applicazioni, API ed interfaccia utente per un kernel Linux ottimizzato per dispositivi mobili. La nuova versione di Palm OS, sotto il nome di ALP (Access Linux Platform, già Palm OS on Linux), nelle intenzioni del produttore, doveva unire il basso costo e la potenza di Linux con l'intuitività di Palm OS, mantenendolo retrocompatibile con un parco di oltre 25.000 applicazioni. Il sistema operativo doveva essere commercializzato nel corso del 2007, ma ritardi di produzione hanno costretto la società a posticipare la presentazione del sistema operativo a fine 2008.